# Kit Pearson
Kathleen Margaret Pearson (ur. 30 kwietnia 1947 w Edmonton) – kanadyjska pisarka.
Ukończyła studia na Uniwersytecie Alberty, Uniwersytecie Kolumbii Brytyjskiej i Simmons College. Otrzymała nagrody: Governor General's Awards (za powieść Awake and Dreaming), Geoffrey Bilson Award (za powieść The Sky Is Falling) oraz Vicky Metcalf Award.
Mieszka w stolicy Kolumbii Brytyjskiej Victorii.

## Dzieła
- The Daring Game (1986)
- A Handful of Time (1987)
- The Sky Is Falling (1989)
- The Singing Basket (1990)
- Looking at the Moon (1991)
- The Lights Go On Again (1993)
- Awake and Dreaming (1996)
- This Land (1998; redakcja antologii)
- The Guests of War Trilogy (1999)
- Whispers of War: The War of 1812 Diary of Susanna Merritt (2002)
- A Perfect Gentle Knight (2007)